# Jerónimo da Silva
Jerónimo da Silva ist ein Politiker aus Osttimor. Er ist Mitglied der FRETILIN.
Silva wurde bei den Wahlen 2001 auf Platz 18 der FRETILIN-Liste in die Verfassunggebende Versammlung gewählt, aus der mit der Entlassung in die Unabhängigkeit am 20. Mai 2002 das Nationalparlament Osttimors wurde.
In der Versammlung unterstützte Silva den Vorschlag eines erweiterten Textes in der neuen Verfassung zum Provedoria dos Direitos Humanos e Justiça, der die Bedeutung des Rates für die Festigung einer Kultur der Achtung der Menschenrechte und der Gerechtigkeit klarstellte. Nicht erfolgreich war der Vorschlag durch eine Änderung sicherzustellen, dass die Auslegung der Verfassung sowie Gesetze im Einklang mit der Allgemeinen Erklärung der Menschenrechte stehen müssen.
Bei den Parlamentswahlen in Osttimor 2007 trat Amaral nicht mehr als Kandidat an.